# Эффект сальвинии
Эффе́кт сальви́нии — удерживание тонкого воздушного слоя на иерархически структурированной поверхности, погруженной в воду.

## Этимология
Эффект получил своё название от рода плавающих папоротников Сальви́ния (лат. Salvínia), растений семейства Сальвиниевые (Salviniaceae).

## Описание
Основываясь на биологических моделях биомиметические поверхности листьев Salvinia используются в качестве покрытий для снижения гидродинамического сопротивления сопротивления (до 30 % на первых прототипах). При нанесении на корпус судна такое покрытие позволит судну плавать на воздушном слое, что снижает гидродинамического сопротивления, что влечёт уменьшение потребления энергии и вредных выбросов.

Сравнение профилей потока воды на поверхности твердого смачиваемого тела и поверхности покрытой волосками, удерживающей воздух

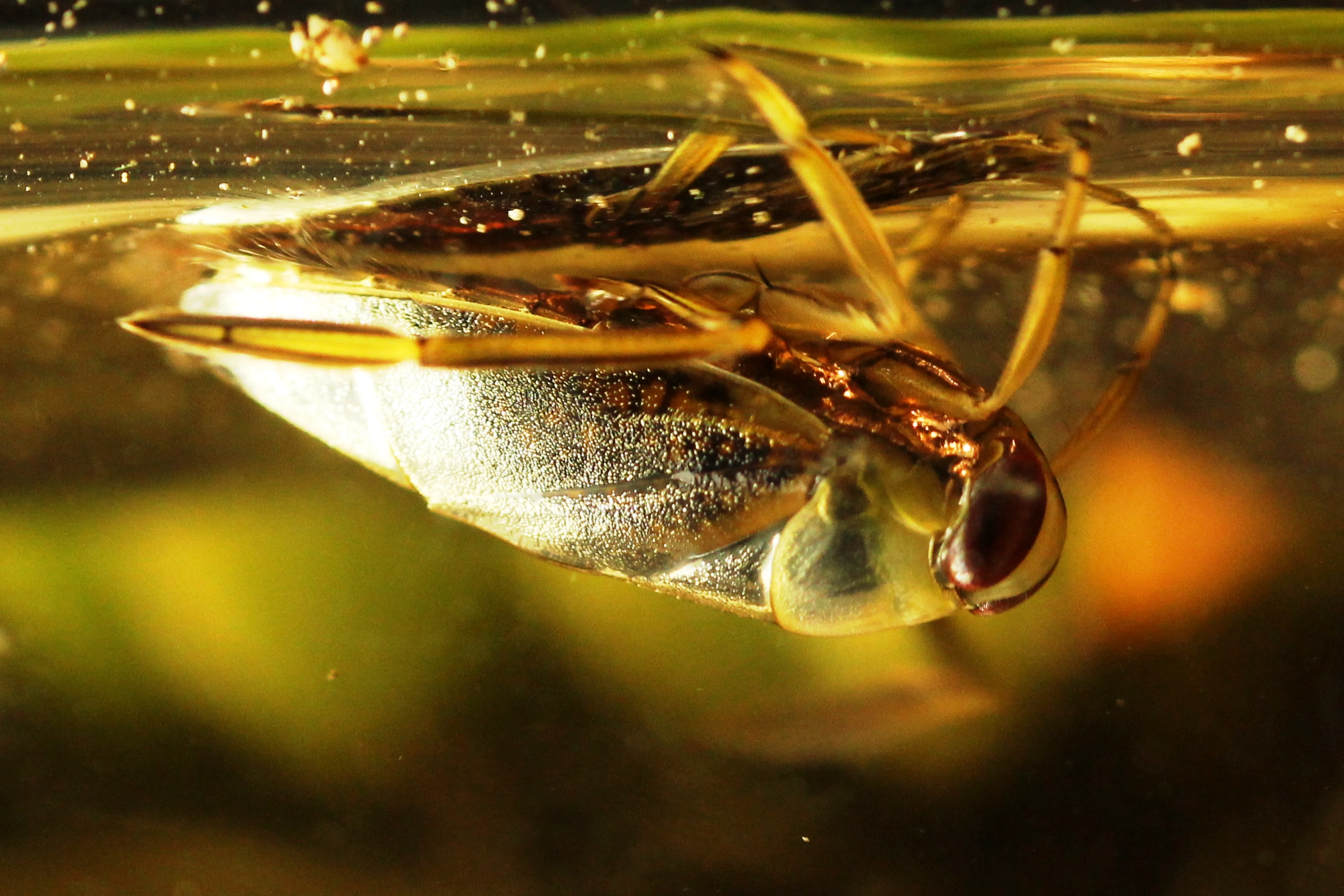
Клоп вида Notonecta glauca под водой: серебристый блик на теле насекомого это свет, отражающийся от поверхности раздела между воздушной прослойкой на крыле и окружающей водой

Такие поверхности требуют сильно водоотталкивающей сверхгидрофобной поверхности и структуры упругих волосков миллиметрового размера для удерживания воздуха при погружении.
Три из десяти известных видов Salvinia обладают парадоксальной химической структурой поверхности листьев: гидрофильные кончики волосков и сверхгидрофобные поверхности листьев растений. Это свойство дополнительно стабилизируют воздушный слой на поверхности листьев.

## История
Эффект сальвинии был обнаружен биологом и ботаником Вильгельмом Бартлоттом из Боннского университета и его коллегами, и с 2002 года был исследован у нескольких видов растений и животных.
Публикации и патенты на эту тему были опубликованы в период с 2006 по 2016 год. Лучшими биологическими моделями являются плавающие папоротники (Salvinia) с очень сложными иерархически структурированными поверхностями, покрытыми ворсинками, и у клопов рода Гладыши (например, рода Notonecta) со сложной двойной структурой волосков (setae) и микроворсинок (microtrichia).